# Ближнемазовецкие говоры

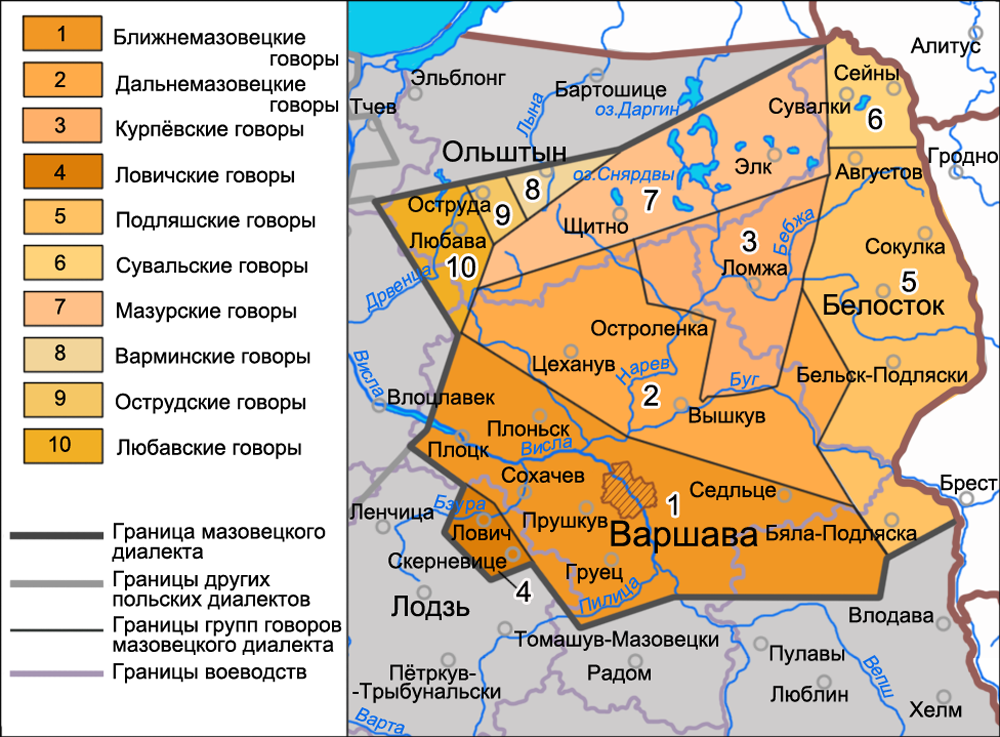
Ближнемазовецкие говоры на карте мазовецкого диалекта

Ближнемазове́цкие го́воры (Ближние мазовецкие говоры, повисленские мазовецкие говоры) (пол. gwary Mazowsza bliższego) — говоры мазовецкого диалекта, распространённые в Мазовии по обоим берегам Вислы в её среднем течении (центральные и западные районы Мазовецкого воеводства). Как один из основных мазовецких диалектных районов Ближняя (Повисленская) Мазовия впервые была выделена К. Ничем.

## Область распространения
Ближнемазовецкие говоры размещаются на территории Мазовецкой низменности по правому и левому берегам Вислы от места впадения в Вислу реки Вепш до города Плоцка, охватывая западные и центральные районы Мазовецкого воеводства со столицей Польши, Варшавой, а также крайне северные районы Люблинского воеводства.
С северо-востока к ближнемазовецким говорам примыкают дальнемазовецкие говоры, с востока они граничат с подляшскими говорами мазовецкого диалекта и восточными люблинскими говорами малопольского диалекта. На юге ближнемазовецкие говоры граничат с малопольскими западными люблинскими говорами и с малопольско-мазовецкими переходными говорами. С юго-запада к ближнемазовецким примыкают малопольские ленчицкие говоры и мазовецкие ловичские, с северо-запада — куявские и хелминско-добжинские говоры великопольского диалекта.

## Особенности говоров
Определённое влияние на формирование ближнемазовецких говоров оказало их размещение в центральной части Польши на границе с говорами великопольского и малопольского диалектов. В целом они менее архаичны, чем дальнемазовецкие говоры и характеризуются рядом западнопольских и южнопольских черт, таких, как отсутствие перехода праславянского *e в o (mietła, uniesła), отмечаемого в говорах малопольского диалекта; изменение окончания -aj в -ej (tutej, pożyczej), характерного для силезских, великопольских и малопольских говоров; отсутствие на левобережье Ближней Мазовии севернопольского перехода -ar в -er и т. д.
Как и большинство говоров мазовецкого диалекта, ближнемазовецкие характеризуются наличием мазурения и глухим типом сандхи. Кроме этого в ближнемазовецких говорах отмечаются следующие диалектные черты:
1. Произношение o на месте древнепольского ā: ptok, nopastek и т. п.
2. Произношение ei, ey, ye или i, y на месте ē: bieyda, brzyg, śnig, śńyeg и т. п.
3. Произношение ó на месте ō: mój, podwórka и т. п.
4. Широкое произношение носового переднего ряда.
5. Наличие в ряде слов начальных re, je на месте этимологических ra, ja: remię, redło.
6. Асинхронное произношение мягких губных согласных с дополнительной артикуляцией j: pjetnaście, mjeliśmy и т. п.
7. Отвердение l перед i: lys, klyny, palyć и т. п.
8. Сочетание cht на месте kt: chto, nichtórzy, chtóry.
9. Наличие у существительных мужского и среднего рода в дательном падеже окончания -owiu, часто произносимого как -oju: mężoju, konioju, synoju и т. п.
10. Наличие у существительных мужского и среднего рода с основой на sz, ż в предложном падеже окончания -e: na nozie, w kapelusie и т. п.